# Všeobecné volby ve Spojeném království 2024
Parlamentní volby ve Spojeném království se konaly 4. července 2024. Jejich výsledek určil složení Dolní sněmovny a následně vlády Spojeného království. Všeobecné volby byly prvními od odchodu Spojeného království z Evropské unie 31. ledna 2020, což bylo hlavní téma v předchozích volbách.
Opoziční Labouristická strana vedená Keirem Starmerem drtivě zvítězila nad Konzervativní stranou vedenou Rishim Sunakem a to se ziskem 412 mandátů. Konzervativci si pohoršili o 250 křesel na pouhých 120, jde tak o nejhorší výsledek v historii této strany. Liberální demokraté dokázali po éře neúspěchů získat 71 mandátů, polepšili si tak o celých 60, a nahradit Skotskou národní stranu na třetím místě. Ta podobně jako vládní konzervativci zažila pád a to z 48 na 9 mandátů. 
Úspěch zažily i Reform UK, fakticky nová pravicově populistická strana vedena Nigelem Faragem, která získala 5 křesel a Zelená strana Anglie a Walesu ziskem 4 křesel. Výsledek obou zmíněných stran je překvapení, jelikož u Reform UK se očekával poměrně velký procentuální zisk avšak bez zisku mandátů a u zelených si spolupředsedové vytyčili za cíl získat pouze 2 mandáty pro sebe samotné.

## Podrobné výsledky

### Subjekty, které získaly mandát
|                        | Labouristé   | Konzervativci | Lib Dem     | SNP          | Sinn Féin          | Reform                | DUP            | Zelení                     | Plaid            | SDLP           | Aliance    | UUP          | TUV                  |
| ---------------------- | ------------ | ------------- | ----------- | ------------ | ------------------ | --------------------- | -------------- | -------------------------- | ---------------- | -------------- | ---------- | ------------ | -------------------- |
| Volební lídr           | Keir Starmer | Rishi Sunak   | Ed Davey    | John Swinney | Mary Lou MacDonald | Nigel Farage          | Gavin Robinson | Carla Denyer Adrian Ramsay | Rhun ap Iorwerth | Colum Eastwood | Naomi Long | Doug Beattie | Jim Allister         |
| Počet hlasů            | 9,704,655    | 6,827,311     | 3,519,199   | 724,758      | 210,891            | 4,117,221             | 172,058        | 1,941,220                  | 194,811          | 86,861         | 117,191    | 94 779       | 48,685               |
| Podíl                  | 33,69 % ▲    | 23,7 % ▼      | 12,22 % ▲   | 2,52 % ▼     | 0,7 % ▲            | 14,29 % (nová strana) | 0,6 % ▼        | 6,39 % ▲                   | 0,68 % ▲         | 0,3 % ▼        | 0,41 % ▬   | 0,33 % ▬     | 0,17 % (nová strana) |
| Počet mandátů          | 412 ▲        | 121 ▼         | 72 ▲        | 9 ▼          | 7 ▬                | 5 (nová strana)       | 5 ▼            | 4 ▲                        | 4 ▬              | 2 ▬            | 1 ▬        | 1 ▲          | 1 (nová strana)      |
| Předchozí volby (2019) | 32,2 % (202) | 43,6 % (365)  | 11,6 % (11) | 3,9 % (48)   | 0,6 % (7)          | nová strana           | 0,8 % (8)      | 2,7 % (1)                  | 0,5 % (4)        | 0,3 % (0)      | 0,4 % (2)  | 0,3 % (0)    | nová strana          |

### Subjekty, které nezískaly mandát
| Strana  | Strana                        | Lídr                        | Hlasy      | Hlasy  |
| Strana  | Strana                        | Lídr                        | Počet      | v %    |
| ------- | ----------------------------- | --------------------------- | ---------- | ------ |
|         | Dělnická strana Británie      | George Galloway             | 210 194    | 0,73   |
|         | Skotští zelení                | Patrick Harvie Lorna Slater | 92 685     | ▲ 0,32 |
|         | Sociálnědemokratická strana   | William Clouston            | 33 811     | ▲ 0,12 |
|         | Yorkshirská strana            | Bob Buxton Simon Biltcliffe | 17 227     | ▬ 0,06 |
|         | Síť nezávislých               | bez národního lídra         | 13 663     | 0,05   |
|         | Koalice odborářů a socialistů | Dave Nellist                | 12 562     | ▬ 0,04 |
|         | Alba                          | Alex Salmond                | 11 784     | 0,04   |
|         | Rejoin EU                     | Brendan O'Donnelly          | 9 245      | 0,03   |
|         | Zelená strana Severního Irska | Mal O'Hara                  | 8 692      | ▬ 0,03 |
| ostatní | ostatní                       |                             | 146 279    | ▼ 0,44 |
| celkem  | celkem                        |                             | 28 805 931 | 100    |

| \| Hlasy \| Hlasy \| Hlasy \| Hlasy \| Hlasy \| \| ------------- \| ------------- \| ----- \| ------- \| ------- \| \| \| \| \| \| \| \| Labouristé \| Labouristé \| \| 33,69 % \| 33,69 % \| \| Konzervativci \| Konzervativci \| \| 23,7 % \| 23,7 % \| \| Reform \| Reform \| \| 14,29 % \| 14,29 % \| \| Lib Dem \| Lib Dem \| \| 12,22 % \| 12,22 % \| \| Zelení \| Zelení \| \| 6,39 % \| 6,39 % \| \| SNP \| SNP \| \| 2,52 % \| 2,52 % \| \| Sinn Féin \| Sinn Féin \| \| 0,7 % \| 0,7 % \| \| Plaid \| Plaid \| \| 0,68 % \| 0,68 % \| \| DUP \| DUP \| \| 0,6 % \| 0,6 % \| \| Aliance \| Aliance \| \| 0,41 % \| 0,41 % \| \| UUP \| UUP \| \| 0,33 % \| 0,33 % \| \| SDLP \| SDLP \| \| 0,3 % \| 0,3 % \| \| TUV \| TUV \| \| 0,17 % \| 0,17 % \| \| ostatní \| ostatní \| \| 1,86 % \| 1,86 % \| |               |  |         |         |
| Hlasy |               |  |         |         |
| |               |  |         |         |
| Labouristé | Labouristé    |  | 33,69 % | 33,69 % |
| Konzervativci | Konzervativci |  | 23,7 %  | 23,7 %  |
| Reform | Reform        |  | 14,29 % | 14,29 % |
| Lib Dem | Lib Dem       |  | 12,22 % | 12,22 % |
| Zelení | Zelení        |  | 6,39 %  | 6,39 %  |
| SNP | SNP           |  | 2,52 %  | 2,52 %  |
| Sinn Féin | Sinn Féin     |  | 0,7 %   | 0,7 %   |
| Plaid | Plaid         |  | 0,68 %  | 0,68 %  |
| DUP | DUP           |  | 0,6 %   | 0,6 %   |
| Aliance | Aliance       |  | 0,41 %  | 0,41 %  |
| UUP | UUP           |  | 0,33 %  | 0,33 %  |
| SDLP | SDLP          |  | 0,3 %   | 0,3 %   |
| TUV | TUV           |  | 0,17 %  | 0,17 %  |
| ostatní | ostatní       |  | 1,86 %  | 1,86 %  |

| \| Mandáty \| Mandáty \| Mandáty \| Mandáty \| Mandáty \| \| ------------- \| ------------- \| ------- \| ------- \| ------- \| \| \| \| \| \| \| \| Labouristé \| Labouristé \| \| 63,2 % \| 63,2 % \| \| Konzervativci \| Konzervativci \| \| 18,6 % \| 18,6 % \| \| Lib Dem \| Lib Dem \| \| 11,1 % \| 11,1 % \| \| SNP \| SNP \| \| 1,4 % \| 1,4 % \| \| Sinn Féin \| Sinn Féin \| \| 1,1 % \| 1,1 % \| \| Reform \| Reform \| \| 0,8 % \| 0,8 % \| \| DUP \| DUP \| \| 0,8 % \| 0,8 % \| \| Zelení \| Zelení \| \| 0,6 % \| 0,6 % \| \| Plaid \| Plaid \| \| 0,6 % \| 0,6 % \| \| SDLP \| SDLP \| \| 0,3 % \| 0,3 % \| \| Aliance \| Aliance \| \| 0,2 % \| 0,2 % \| \| UUP \| UUP \| \| 0,2 % \| 0,2 % \| \| TUV \| TUV \| \| 0,2 % \| 0,2 % \| \| ostatní \| ostatní \| \| 1,1 % \| 1,1 % \| |               |  |        |        |
| Mandáty |               |  |        |        |
| |               |  |        |        |
| Labouristé | Labouristé    |  | 63,2 % | 63,2 % |
| Konzervativci | Konzervativci |  | 18,6 % | 18,6 % |
| Lib Dem | Lib Dem       |  | 11,1 % | 11,1 % |
| SNP | SNP           |  | 1,4 %  | 1,4 %  |
| Sinn Féin | Sinn Féin     |  | 1,1 %  | 1,1 %  |
| Reform | Reform        |  | 0,8 %  | 0,8 %  |
| DUP | DUP           |  | 0,8 %  | 0,8 %  |
| Zelení | Zelení        |  | 0,6 %  | 0,6 %  |
| Plaid | Plaid         |  | 0,6 %  | 0,6 %  |
| SDLP | SDLP          |  | 0,3 %  | 0,3 %  |
| Aliance | Aliance       |  | 0,2 %  | 0,2 %  |
| UUP | UUP           |  | 0,2 %  | 0,2 %  |
| TUV | TUV           |  | 0,2 %  | 0,2 %  |
| ostatní | ostatní       |  | 1,1 %  | 1,1 %  |

## Reakce na výsledky

### Konzervativní strana
Premiér Rishi Sunak, jehož strana naprosto pohořela, se v projevu omluvil národu a uznal porážku své strany.

### Skotská národní strana
Lídr John Swinney označil výsledky za špatné a oznámil, že strana se bude muset poradit, co dělat dále. Taktéž řekl, že SNP se nesnažila vyhrávat hlasy mluvením o samostatnosti a že ačkoliv on sám je pro Skotsko jako samostatný stát, tak uznává, že samostatnost v tuto chvíli nebude pro SNP prioritou.
Britská média pád SNP označila za ukázku toho, že samostatnost Skotska už není pro Skoty prioritou.

### Reform UK
Nigel Farage označil výsledek své strany za úspěch a začátek nové éry britské politiky. Taktéž řekl, že se jeho strana zaměří i na získávání voličů labouristů

### Zelená strana Anglie a Walesu
Zelení na své webové stránce poděkovali všem voličům, kteří je volili a označili sami sebe za reálnou změnu. Taktéž upozornili na to, že se jim od roku 2019 podařilo zčtyřnásobit počet mandátů a získat skoro 7 %.

### Jeremy Corbyn
Bývalý lídr labouristů Jeremy Corbyn kandidoval ve svém okrsku Islington North jako nestraník poté, co byl z Labouristické strany vyloučen v návaznosti na vyšetřování antisemitismu. Očekávalo se, že svůj mandát ztratí ve prospěch kandidáta labouristů nebo že výsledek bude velmi těsný. Avšak Jeremy Corbyn dokázal vyhrát se solidním náskokem a dostat se do Dolní sněmovny jako nestraník. Po oznámení výsledků si šťouchl do lídra labouristů Keira Starmera: „Právě jsem byl znovu zvolen za Islington North. Doufám, že z toho máte ohromnou radost, neboť jste mým parlamentním sousedem. Doufám, že si také vzpomenete, že jste nechtěl, abych kandidoval.“